# Денерис Таргарјен
Денерис Таргарјен (енгл. Daenerys Targaryen) је измишљени лик у серији романа Џорџ Р. Р. Мартина Песма леда и ватре, као и у телевизијској адаптацији, Игра престола, у којој је глуми енглеска глумица Емилија Кларк. У романима, она је један од ликова из чије перспективе се приказују поглавља. Она је један од најпопуларнијих ликова у серији, а Њујорк тајмс ју наводи као једну од најбољих креација поменутог аутора.
Представљена 1996. године у роману Игра престола, лик Денерис је један од последња два преживела члана (заједно са својим старијим братом, Висерисом Таргарјеном) из династије Таргарјен, која је, до четрнаест година пре догађаја првог романа, владала Вестеросом скоро три стотине година. Накнадно се појавила у Судар краљева (1998) и у књизи Олуја мачева (2000). Денерис је била један од неколико истакнутих ликова који нису били укључени у Гозби за вране из 2005. године, али се вратила у наредном роману Плес са змајевима (2011).
У причи, Денерис је млада девојка у раним тинејџерским годинама која живи у Есосу. Не познајући други живот осим изгнанства, она остаје зависна од свог старијег брата, Висериса. Она је приморана да се уда за дотрачког владара званог кал Дрого у замену за војску за Висериса, који треба да се врати у Вестерос и поново заузме Гвоздени престо. Њен брат губи способност да је контролише док Денерис, прилагођавајући се животу са племеном Дотрака, проналази себе као јаку, самоуверену и храбру. Постаје наследница династије Таргарјен после убиства свог брата и планира да сама поврати престо, гледајући на то као на њено право по рођењу. После трудноће, Денерис губи мужа и дете, али убрзо помаже да се из својих јаја излегну три змаја, који је сматрају мајком, пружајући јој тактичку предност и престиж. Временом се бори да задржи контролу над својим змајевима. Она такође стиче војску са којом осваја градове Јункај, Астапор и Мирин, одлучна да тамо оконча ропство и неправду. Упркос снажном моралном компасу, она је способна да немилосрдно поступа са својим непријатељима, посебно са робовласницима. Успоставља се као моћан и немилосрдан владар.
Добро прихваћена од стране критичара и обожаватеља, глумица је добила номинације за награду Еми за изванредну споредну глумицу у драмској серији за њен наступ као Денерис у Ејч-Би-Оу серији 2013, 2015. и 2016. године. Такође је зарадила многе друге номинације и похвале за своју улогу.

## Опис лика
Денерис Таргарјен је ћерка краља Ериса II Таргарјенa (познатог као „Луди краљ”) и његове сестре-супруге краљице Реле, једна је од последњих преживелих припадника династије Таргарјен.   Она је приповедач из трећег лица за 31 поглавље кроз серијал као четврти најучесталији лик у серијалу иза Тириона Ланистера, Џона Снежног и Арје Старк. Она је једини монарх или претендент на престо са поглављима из сопствене перспективе, што је био избор за који је писац наговестио да је био намеран.

### У позадини
Тринаест година пре догађаја у серијалу (16 у телевизијској серији), након што су јој отац и најстарији брат Регар убијени током Робертове побуне, Денерис је рођена усред велике олује, зарађујући јој надимак „Олујрођена”. Рела умрла на порођају, а Денерис и њен старији брат Висерис су пребачени далеко у Бравос. До почетка прве књиге, Денерис и њен брат су пола године гостовали у Пентосу. Креатори телевизијске серије Д.Б. Вајс и Дејвид Бениоф описали су Денерис као комбинацију ликова Јованке Орлеанке, Томаса Едварда Лоренса и Наполеона.
Денерис се најчешће описује као необично лепа, са дугом, бледо сребрном косом и очима попут аметиста. Она је витка и бледа, мада виша од неких њених предака. Приче о Денерисиној лепоти су бројне, а кроз романе сусреће безбројне удвараче који траже њену руку у браку, понекад да би стекли контролу над њеним змајевима. Она течно познаје и заједнички језик Вестероса, као и оба валиријска дијалекта са тирошким нагласком. Током прва три романа, она течно говори дотрачки и гискари, језик робова у Есосу.
Денерис је одрастала у сталном страху да ће је открити и убити агенти краља узурпатора Роберта Баратеона, и често ју је злостављао старији брат Висерис, што је довело до тога да је развила страшну, подложну и скривену природу. Међутим, у току наратива, Денерис ускоро долази до своје унутрашње снаге и храбрости и појављује се као природни вођа којег обожавају њени људи. Често се описује као часна и саосећајна, иако помало наивна, иако може бити груба и осветољубива против оних који желе да науде њеним следбеницима.

### Игра престола
У књизи Игра престола (1996), Денерис је продана од стране њеног брат Висериса да се уда кала Дрога, дотрачког господара рата, у замену за војску за Висериса. У то време, Денерис се спријатељује са Џора Мормонтом, прогнаним вестерошким витезом, и добија три окамењена змајева јаја као свадбени поклон. Иако се у почетку плашила Дрога, за брак између Денерис и њега се испоставило да је добар, а Денерис почиње да буде привржена и да учествује у дотрачким обичајима, проналазећи снагу и одлучност по први пут. То ју је навело да се супротстави покушајима Висериса да је присили да натера Дрога да му да војску. Након што је Дрого убио Висериса тако што је сипао растопљено злато на главу због претње његовој жени, Денерис себе види као наследника династије Таргарјен и као неког одговорног за повратак престола за своју породицу. Убрзо након тога, Дрого је рањен у борби и добија гангрену. Док је Дрого болестан, његови ратници су се побунили и напустили га. У очају, Денерис регрутује поробљену свештеницу, да спаси Дрога крвном магијом. Међутим, упркос томе што су ју је Денерис спасила од силовања ратника племена, свештеница издаје њено поверење, а магични ритуал доводи до тога да нерођено дете Денерис буде мртворођено и оставља Дрога у кататоничном стању. Денерис не жели да њен муж више пати и еутаназира га јастуком. Она спаљује свештеницу у Дроговој погребној ломачи и пење се у пламен са своја три змајева јаја. Када ломача нестане следећег јутра, Денерис се појављује жива и без опекотине из пепела са три излежена змаја.

### Судар краљева
Водећи остатке Дроговог племена, Денерис стиже у град Карт. Тамо, она почиње да апелује на владаре града за помоћ у враћању престола и среће се са малим успехом. Она на крају прихвата позив групе војника да открије своју будућност. У храму ратника, Денерис пије чаробни напитак и улази у храм. Унутра види неколико визија и успева да се одупре искушењима. Када уђе у завршну дворану кажу јој пророчанства о својој судбини као „дете троје” које ће искусити „три ватре које мора осветлити, три брда која мора јахати и три издаје сазнати”, такође јој кажу да је она „кћи смрти, убица лажи и невеста ватре”. Када домаћини нападну Денерис и намеравају да задрже њеног затвореника, њен змај Дрогон их убија и спаљује цео храм, дозвољавајући Денерис да побегне. Пре него што напусти Карт, Денерис је скоро убијена отровом.

### Олуја мачева
У потрази за војском, Денерис плови до Астапора како би купила војску робова Неокаљаних, у замену за једног змаја, али издаје робовласнике и ослобађа робове у граду. Касније осваја град Јункај и добија службу Дарија Нахариса, који заповеда великом плаћеничком четом. Док маршира на Мирин, Денерис сазнаје да је један од њених пратилаца заправо сер Баристан Селми, бивши заповедник краљевске гарде Роберта Баратеона, и да ју је Џора шпијунирао раније. Згађена, она шаље њих двојицу на самоубилачку мисију да ослободе Мирин. Када се мисија покаже као успешна, Баристан тражи да му се опрости за његову превару, али Џора одбија да тражи опроштај, тако да га Денерис шаље у изгнанство. Не желећи да напусти робове које је ослободила, бојећи се да ће се вратити у ропство, Денерис одлучује да остане у Мирину.

### Плес са змајевима
Током Плеса са змајевима (2011), Денерис се бори да одржи ред у граду пред растућим немирима као и хаосом који је оставила у другим градовима које је освојила. Штавише, Јункај се побунио и окупља снаге да опколе Мирин. Када Дрогон убије једно дете, Денерис се осећа примораном да затвори своје змајеве Регала и Висериона, али Дрогон успева да побегне. Њени саветници предлажу да се уда како би осигурала мир, и она се слаже, иако узима Дарија као љубавника. Њен заказани будући муж успешно преговара о окончању насиља, тако да се она удаје за њега. На свадби, крв и бука борбених јама привлаче Дрогона, који је одмах нападнут. Денерисин покушај да контролише свог змаја, у почетку не успевајући, али она на крају одлети са њим. Након неколико дана у Дрогоновој јазбини, разболела се након што је појела неке бобице и почела да халуцинира. Касније, наилази на бившег капетана њеног племена који је издао њеног покојног мужа.

## ТВ адаптација

### Кастинг и развој
Мартин је рекао да је лик старији у телевизијској серији због прописа о дечијој порнографији. Тамзин Мерчант је играla Денерис у оригиналној пилот епизоди, али је прва епизода поново снимљена са Емилијом Kларк у улози. Вајс и Бениоф су рекли: „Емилија је била једина особа коју смо видели − а видели смо стотине − која је могла да изнесе цео глумачки опсег који су потребни за лик Денерис”. Кларкова је, као одраз еволуције лика у телевизијској серији, изјавила: „Током целе сезоне имала је сулуду трансформацију од некога ко је једва говорио и плашљиво радио све што је њен брат рекао у мајку змајева и краљицу војски и убицу робовласника. Она је веома налик Јованки Орлеанки”. Кларкова је рекла да је прихватила да глуми гола у одређеним сценама ако је нека од тих „голих сцена била неопходна за причу или је снимљена на начин који додаје увид у ликове”. Додала је да су „експлицитне сцене понекад потребне ако имају смисла за ликове/причу, као што то раде у Вестеросу” и да она може с редитељем разговарати о томе како направити бесмислено голу сцену суптилнијом. Кларкова је, међутим, користила каскадера у неколико појава.
У октобру 2014. године, Кларкова и неколико других кључних чланова глумачке екипе, од којих су сви потписали уговор за шест сезона серије, поново су преговарали о својим уговорима како би укључили потенцијалну седму сезону и повећање плата за пету, шесту и седму сезону. The Hollywood Reporter назвао је повишице „огромним”, истичући да би уговор учинио глумце „међу најплаћенијим глумцима на кабловској телевизији”. Rock Hollywood је изјавио да је цифра за пету сезону на „близу 300.000 долара по епизоди” за сваког глумца. У јуну 2016. написао да ће свако бити плаћен „више од 500.000 долара по епизоди” за седму и потенцијалну осму сезону. У 2017. години, Емилија Кларк је постала једна од најплаћенијих глумаца на телевизији и зарадила је 2 милиона фунти по епизоди серије.

### 1. сезона
Денерис Таргарјен је на почетку серије представљена као протерана принцеза династије Таргарјен. Она и њен брат Висерис прокријумчарени су у Есос крајем Робертове побуне. Већи део свог живота она је била под бригом Висериса, кога се плаши јер је био насилан према њој кад год му не би угодила. Висерис организује Денерисину удају за моћног дотрачког војсковођу кала Дрога у замену за његову војну подршку у инвазији на Вестерос, чинећи Денерис краљицом Дотрака. Током венчања, прогнани витез сер Џора Мормонт обећава своју оданост Денерис и дарује јој три окамењена змајева јајета. Денерис се у почетку боји свог новог мужа, али након што је научила дотрачки језик, почиње да га разуме и искрено се заљубљује у њега, поготово након што је схватила да је Дрого паметан вођа и добар човек. Након што је прихватила дотрачку културу, она постаје јача и побуњује се против свог брата. Она касније остаје трудна са Дроговим сином, коме је проречено од стране Дотрака да ће да буде „пастув који ће зајахати свет”. Висерис постаје љубоморан на Денерисину популарност и постаје бесан због Дроговог недостатка хитности у покретању инвазије, што га је навело да запрети да ће Денерисиног нерођеног сина изрезати из утробе. Дрого одговара убијањем Висериса с прокључалим златом. После његове смрти Денерис изјављује да није био змај, јер ватра не може убити змаја.
После неуспелог покушаја атентата у име Роберта Баратиона, Дрого је обећао Денерис да ће освојити Седам краљевстава за њу и њиховог нерођеног сина. Међутим, током њиховог путовања Дрого постаје коматозан због заражене ране настале у току борбе с једним од његових људи. Денерис је присиљена да тражи помоћ исцелитељке-вештице да спаси његов живот користећи крвну магију. Исцелитељка је преварила Денерис користећи живот њеног нерођеног сина као жртву да би излечила Дрога, али га оставља у сталном кататоничном стању, присиљавајући Денерис да оконча живот мужа. Денерис кажњава вештицу тако што је везује за Дрогову погребну ломачу. Она такође полаже три змајева јајета на Дрогово тело и сама улази у ватру. Током свитања, након што је ватра изгорела, Денерис се појављује са три излегла змаја, које она називе Дрогон, Регал и Висерион.

### 2. сезона
Денерис и остаци Дроговог племена лутају пре него што су примљени у град Карт. Домаћин јој је трговац Ксаро Ксоан Дакос, члан Картовог владајућег већа. Денерис покушава да апелује на њих да подрже њену инвазију на Вестерос, али безуспешно. Она се враћа у Ксароову групу да пронађе половину њених војника и слуга убијеним, а змајеве несталим. Сусрећући се поново са већем, тражећи њихову помоћ у проналажењу њених змајева, чаробњак Пјат При преузима одговорност и изјављује да се њени змајеви држе у његовом храму званом Кућа неумирућег. Денерис путује у храм, али Пријева магија одваја је од Џоре и оставља је у ланцима са њеним змајем. Денерис наређује својим змајевима да убију Прија. Тада се Денерис суочава са Ксаром, који се уротио са При и Денерисиним слушкињом Дореом да преузме контролу над Картом. Денерис затвара Ксара и Дореу у Ксаровом трезору, а преостали лојалисти нападају његову војску, користећи средства за куповину брода.

### 3. сезона
Денерис путује у Астапор. Када она стигне, ратници од Карта покушавају да је убију, али их спречава сер Баристан Селми, који је некада служио њеном оцу; Денерис га прихвата у своју службу. Денерис преговара са једним робовласником из Астапора да би купила војску елитних војника Неокаљаних, у замену за Дрогона, док се споразумевају преко слушкиње зване Мисандеи. По завршетку трансакције, Дрогон је спалио робовласника и Денерис је наредила војницима да ослободе град, убију Астапарове господаре и ослободе све робове. Денерис и њена војска затим марширају на суседни робовласнички град Јункај, који је ангажовао компанију Друге Синове да обране град. Команданти Других Синова наређују свом поручнику Дарију Нахарису да убије Денерис; међутим, он је погођен њеном лепотом и уместо тога јој доноси главе својих надређених, обећавајући јој верност Других Синова. Дарио, Џора и Сиви Црв, командант Неокаљаних ослобођених у Астапору, инфилтрирали су се у Јункај, где су отворили градске капије за Денерисину војску да освоје град. Денерис је прихваћен од јункајских ослобођених робова, који је поздрављају као своју „мису” (мајку).

### 4. сезона
Денерис маршира ка Мирину, и преузима контролу над градом подстичући побуну робова. Одлучује да изврши 163 убиства миринских владара као „правду” за 163 робовске деце разапете на путу за Мирин. Пошто је постало свесно да је њена владавина у Астапору свргнута и да се Јункај вратио робовласништву, Денерис одлучује да остане у Мирину како би владала ту. Она такође започиње интимни однос са Даријом. Након што је открила да ју је Џора претходно шпијунирао у име куће Баратеон, она се разбесни и нареди му да буде прогнан из града. Денерис је касније ужаснута открићем да је Дрогон убио дете једног фармера; иако Дрогон није могао да буде ухваћен, она је Регала и Висериона закључала у Мириновим катакомбама.

### 5. сезона
Денерис се суочава са новом претњом за њену владавину у облику Синова Харпије, покрета отпора који су чинили узнемирени бивши градски господари. Њена популарност у вези са ослобођеницима такође почиње да се смањује након што јавно убије једног од својих одборника, Мосадора, због убиства заробљеног Сина Харпије. Након што синови убију сер Баристана, Денерис одлучује да ће покушати обновити мир поновним отварањем Миринових борбених јама и узимањем миринског племића Хиздар зо Лорака за свог мужа. Док је присуствовала демонстрацијама гладијатора, суочава се са Џором, који јој је довео бегунца Тириона Ланистера да би се искупио. Денерис прихвата Тириона као свог новог саветника, али наређује да се Џора поново прогна. На поновном отварању борбених јама, Џора спашава живот Денерис убивши Сина Харпија који је покушао да је убије. Синови Харпије затим покрећу масиван напад, убивши Хиздара и многе друге миринске племиће и ослобођене робове. Дрогон се појављује и убија или плаши већину Синова Харпије. Док су Неокаљани почели да надјачавају Синове Харпије, неки почињу да бацају копља на Дрогона, навевши Денерис да се попне на његова леђа и нареди му да одлети. Дрогон је на крају оставља и она бива заробљена од стране дотрачког каласара.

### 6. сезона
Денерис је одведен код кала Мора, вође дотрачке хорде. Сазнајући да је она удовица кала Дрога, Моро јој каже да мора проживети своје дане међу удовицама калова. Једном кад су се нашли тамо, Денерис је речено да је осуђују калови због пркоса традицији и одласка у свет након Дрогове смрти. Током састанка са каловима, Денерис изјављује да само она има довољно амбиција да води Дотраке; када огорчени калови прете да је групно силују, Денерис пали храм, убијајући све изнутра, али излази без опекотине. Задивљени, Дотраци је прихватају као вођу. Након што је открила да је Џора, који ју је пратио са Даријом, заражен терминалном болешћу, Денерис му је наредила да пронађе лек и да се врати. Она је кренула за Мирин на Дрогону, заједно са Даријом и Дотрацима.
Денерис се враћа у Мирин како би га затекла под опсадом заједничке флоте из Јункаја, Астапора и Волантиса, који су се одрекли споразума са Тирионом да ослободе своје робове и који тренутно покушавају да поврате град. Денерис ослобађа сва три змаја, спаљује већину робне флоте и хвата бродове који преживе. Робови се слажу да се предају. Убрзо након тога, Теон и Јара Грејџој стижу како би понудили њихову флоту у замену за Денерисино проглашење њихове независности и постављање Јаре као краљицу Гвоздених острва преко свог ујака Јурона Грејџоја, који је планирао да се ожени Денерис. Денерис пристаје на Теонов и Јарин савез. Варис, у међувремену, осигурава подршку Еларије Пешчане и Олене Тирел, који су изгубили чланове породице од стране Ланистера и желе освету. Денерис оставља Дарија и Друге Синове у Мирину како би они одржали мир тамо, проглашава Тириона као њеног главног саветника и напокон отпловљава према Вестеросу.

### 7. сезона
Денерис стиже на острвску тврђаву Змајкамен, древно таргарјенско утврђење које је некада држао покојни Станис Баратеон, и налази га напуштеним. Она шаље Неокаљане да прошире освојену територију, у Ливачку стену, и њену флоту Грејџоја, заједно са бродовима из Дорне, у блокаду седишту Ланистера. Ланистерске снаге су, међутим, напустиле Ливачку стену и заузеле Високи сад и његово богатство, а Јурон надвладава бродове своје нећакиње Јаре Грејџој. У покушају да стекне савезнике, Денерис позива новоименованог краља на Северу, Џона Снежног, да јој се закуне на верност. Џон одбија, инсистирајући да Бели ходачи и њихова војска представља већу непосредну претњу него Ланистери. Примивши вест о паду Високог сада, Денерис доводи Дрогона и Дотраке до десетковања од стране Ланистера. Дрогон је повређен од стране оружја дизајнирана специјално за убијање змајева, али Денерис односи победу. Преостале снаге јој се покоравају након што заповеди змају да спали Рендила и Дикона Тарлија живе, пошто не желе да јој се закуну на верност.
Џон и излечени Џора су водили експедицију иза Зида како би ухватили једног Белог ходача, кога ће искористити да убеде Серсеи Ланистер, самопроглашену краљицу Вестероса, да је претња стварна. Спашени су од војске мртвих од стране Денерис и њених змајева, али Ноћни краљ убија Висериона са леденим копљем. Забринута Денерис обећава Џону да ће му помоћи у борби против Белих ходача, а Џон је прихвата као своју краљицу. Њих двоје и њихови пратиоци доносе Белог ходача да убеде Серсеи у претњу иза Зида. Серсеи се на крају слаже са примирјем и помагањем у борби против војске немртвих, док тајно планира да их изда. Џон и Денерис коначно подлежу својим растућим осећањима једно према другом и започињу интимну везу, несвесни да су повезани крвљу. Ниједно од њих није свесно да је Ноћни краљ оживио Висериона из мртвих, и пробио Зид змајевом ватром.

### 8. сезона
Денерис и Џон стижу у Зимоврел заједно са Неокаљанима, Дотрацима, Дрогоном и Регалом. Брен Старк открива Денерис да је Ноћни краљ оживео Висериона и да је Зид пао. Северњаци показују отворено незадовољство чињеницом да је Џон обећао своју верност Денерис, док Санса Старк доводи у питање огромну количину ресурса потребних за домаћинство и храњење њених армија и змајева. Џејми Ланистер долази и најављује да Серсеи нема намеру да пошаље своју војску да им помогне против Белих ходача. Денерис жели да убије Џејмија због убиства њеног оца, али је предлог одбијен од стране Сансе и Џона након што Бријена од Опороја гарантује за њега. Џон открива запањеној Денерис да је он син њеног брата Регара и Лијене Старк. Денерис схвата да то Џон чини правим наследником куће Таргарјен, али ту ситуацију прекида долазак Белих ходача.
Јашући Дрогона и Регала, Денерис и Џон чекају долазак Ноћног краља, али Дотраци су брзо прегажени од стране немртвих, а Денерис напушта своју позицију да помогне у обрани војске живих. У насталој бици, Дрогон је нападнут и Денерис је оборена. Џора стиже да је заштити од мртвих, а Денерис користи одбачену оштрицу да би се бранила док Арја Старк не уништи Ноћног краља. Међутим, Џора је смртно рањен и умире у рукама Денерис. После битке, Денерис је огорчена због признања које Џон има из страха да ће га људи више волети као краља него њу. Она замоли Џона да не открије своје право порекло, али он инсистира да каже Санси и Арји. Санса каже Тириону, који то открива Варису.
Денерис креће са својом морнаричком флотом, док Џон маршира на југ са својом војском. Она упада у заседу Јуронa Грејџоја и његове флоте, који лако убијају Регала, уништавају флоту и заробљавају Мисандеи. Денерис и њени саветници путују како би преговарали о Серсеиној предаји и ослобађању Мисандеи, али је Серсеи убија пред Денерис. Тирион открива Денерис да Варис покушава да постави Џона на престо; касније Дрогон спаљује Вариса живог. Сама са Џоном касније, Денерис покушава да га пољуби, али он се повлачи због њихове крвне везе. Денерис се препушта ослањању на страх.
Док Денерисина војска чека пред зидинама Краљеве Луке, Џејми је уочен покушавајући да се инфилтрира и заточен је, али Тирион пркоси Денерис да га пусти и да га спасе. Пре битке, Тирион се залаже са Денерис да поштеди становнике ако зазвоне звона да прогласе предају. Заиста, када Денерис спали флоту и градски низ шкорпиона, војници Ланистера се предају, али Денерис наставља да спаљује велики део града, убијајући небројене цивиле, док су Серсеи и Џејми такође погинули. Обраћајући се својој војсци, Денерис изјављује да ће искористити своју моћ да ослободи читав свет. Након што је чула за ослобађање Џејмија, оптужила је Тириона за издају и ухапсила га када је јавно предао оставку. Арја и Тирион упозоравају Џона да ће Денерис гледати на његово таргарјенско наслеђе као претњу њеној владавини и да Санса неће слушати Денерис. Тирион каже Џону да је, упркос његовим осећањима према њој, његова дужност да убије Денерис јер је она највећа претња људима. Џон покушава да се суочи са Денерис, али када она наставља да тврди да су њене акције биле неопходне за успостављање доброг света, Џон је убија. Дрогон стиже убрзо након тога и топи Гвоздени престо пре него што напусти Вестерос са беживотним телом Денерис.

## Пријем

### Уопштено
Денерис је један од најпопуларнијих ликова из серијала књига, заједно са ликовима Тириона Ланистера и Џона Снежног. The New York Times је назвао Денерис једним од Мартинових „најбољих креација”. Rolling Stone ју је сврстао на прво место на листи „40 најбољих ликова у Игри престола”, називајући њену причу „нон-стопном конфронтацијом са сложеним идејама о сексу, рату, полу, раси, политици и моралности”. Метју Гилберт из Тhe Boston Globе-а назвао је њене сцене „очаравајућим”. Ендру Леонард, у својој рецензији Плеса са змајевима, назвао је Денерис једним од три најјача лика у серијалу и жалио се на њен изостанак из Гозбе за вране. Сајт Мashable препознао ју је као једног од пет најпопуларнијих ликова у серијалу, док је Тhe Daily Beasts назива „најближем што серијал има протагонисти”.
Глумачки перформанс Емилије Кларк у првој сезони серије наишао је на позитивне реакције критичара, који су нарочито похвалили њену трансформације из уплашене девојке у првој епизоди до оснажене жене. Гилберт је изјавио: „Kларкова нема много емоционалне разноликости са којим би могла радити као Денерис, осим жестоке одлучности, а ипак изненађује.” У својој рецензији, Емили Вендерверф прокоментарисала је потешкоће у прилагођавању такве еволуције од странице до екрана, али је закључила да „Кларкова више него печати посао овде”. Мет Фовлер из IGN-а такође је похвалио Емилију Кларк, а и напоменуо да је Денерисин избор да гледа смрт Висериса „моћан” и важан помак у њеном карактеру. Time-ов новинар Џејмс Понивозик похвалио је Денерисину причу, док су други критичари похвалили Емилијину глуму. Емилијин наступ и финална сцена су такође похваљени, а завршна сцена сезоне је добила широко признање.
Кејт Артур са сајта BuzzFeed критиковала је причу њеног лика у другој сезони телевизијске серије, тврдећи да је она била превише „слаба”. Међутим, она је похвалила „сврху у комбинацији са хуманошћу, па чак и некаквим хумором” током треће сезоне, оцењујући да је Кларкова „појела екран као резултат тога”. Нејт Хопер из часописа Esquire, када је говорио о телевизијској серији, тврдио је да лик није суочен с довољно сукоба, карактеризирајући то што је освајање градова „исечено и осушено”, наводећи да „она треба да се еманципује од свог личних, удобних, свакодневних победа”.
Денерисине победе над немилосрдним мушким ликовима претвориле су је у симбол феминизма. „Калиси”, један од њених многобројних псеудонима, постао је израз за „јаку, оснажену жену”, њено лице је коришћено за знакове политичког протеста, а многи фанови су давали имена својим ћеркама по њој. Анализирајући њени феминистички приступ, Тања Гаремани из Bustle-а наводи да је еволуирала од кротке девојке, уздижући се „од тога да буде невољна жена лидера номадске ратничке групе, до вође поменуте групе и читаве тоне људи која радо приступа њиховој војсци.”  Геби дел Вале из Vox-а је рекла да се толико људи проналази у Денерис јер њена прича изврће класично херојско путовање. „Денерис је била очигледан губитник серије”, рекла је Геби, додајући да док су друге жене у серији почеле да буду прилично једнодимензионалне, „Денерис је била динамична и њена борба била је примамљива”. Позивајући се на есеј Рике Шубарт, филмске стипендисткиње и професорке на Институту за проучавање културе на Универзитету Јужне Данскe, Геби је изјавила да је Рике објаснила да се Денерис „креће на архетипско путовање хероја са обртом” јер „уместо учења да се понизи, као што то обично раде хероји, Дени мора научити да се потврди у универзуму којим доминирају мушкарци. Као резултат тога, она комбинује емоције и елементе који су стереотипно мушки и женски (мушки понос, мушке змајеве, особине девојке у невољи), а онда преузима иницијативу за себе и друге.”

### Претварање у негативца
Одлука да се Денерис претвори из хероја у негативца, што је дуго била теорија фанова, била је контроверзна. Алекс Абад Сантос наводи: „Импликација да је Денерис Таргарјен полудела је највећа превара коју је Игра престола икада починила”. Он је тврдио да је ово „у суштини мамац-и-прекидач”, јер, током седам сезона, публика је видела Денерис као добру и моралну особу која је одлучила да укине ропство и створи праведније друштво, и да одлука да се она одједном карактеризира као невољна да слуша своје саветнике супротставља различитим временима када је тражила и обраћала пажњу на њихове савете. Елијана Докторман из Time-а сложила се с поменутим, сматрајући да су се Денерис и Џон „показали као најпопуларнији хероји за које су навијали − не само зато што су преварили смрт, већ зато што су проводили време с онима који нису били као они и научили да их разумеју”. Претварање Денерис у негативца у последњих неколико епизода делује као „незапажен преокрет у причи”.
Већина критичара је заузела овај став, нарочито након што је Денерис непотребно убила хиљаде невиних људи. Назвавши Денерис својим омиљеним ликом и ово емоционално исцрпљујућим причом, Мајк Хоган из Vanity Fair-а је рекао да иако је серија јасна изразила да Денерис има темперамент, „видели смо како је она уравнотежила насиље са милосрђу, љубазношћу и изнад свега лукавошћу. Провели смо године гледајући како она расте од беспомоћне девојке у искусног вођу који је прошао кроз много тога”. Он је додао да претварање Денерис у злочинца „након лоше среће која је додуше била прилично лоша” није имало смисла. Докторман је додала: „Да, Денерис је користила ватру и њене змајеве раније како би се осветила и казнила, али све до сезоне 7, сви које је спалила били су или зли или непријатељи” и „постоји додатни слој латентног сексизма анализирана и овде: Серсеи и Денерис су две жене које су гладне моћи, буквално зле краљице у бајковитом смислу” док су „мушкарци попут Теона и Џејмија искупљени; Џон Снежни изгледа као очигледан избор за несебичног краља”. Рекла је да се „у само неколико епизода Денерис се брзо трансформисала од жене која се поносила тиме што је спасила потлачене до оне која спаљује невине”. Критичари су сматрали да је овај заокрет могао да функционише преко снажне поруке да моћ може да поквари све, али да је прича морала да пружи бољи темељ за то.
Други критичари су поздравили ову одлуку. Ендру Прокоп је изјавио да би Денерис „могла бити крајњи негативац серијала и да су серија и романи Џорџа Р. Р. Мартина наговестили ово”. Он је рекао да је „Денерис дуго била способна за велико сажаљење − и велико насиље” и да „велика сила коју јој дају змајеви” омогућава догађаје. Он је указао на Денерис која је била „љута због распећа ропске деце” и наредили „еквивалентан број разапетих заробљених племића” и причао је о другим случајевима њене окрутности, као што је, на пример, када је спалила оца и брата Семвела Тарлија на смрт зато што су одбили да јој обећају верност. Рекао је да, у једној од Мартинових књига, Денерис „имплицира да је њен једини страх она сама. Боји се шта би могла учинити”. Прокоп се, међутим, сложио са жалбама да је овај обрт лоше реализован. Џејмс Хиберд је такође указао на знаке да је Денерис увек била предодређена да буде негативац. Питао је: „Да ли смо већ мислили да је Дени способна да спали на хиљаде невиних људи? Или смо порицали њене убилачке начине? Да ли смо заиста мислили да је неко ко је разапео 163 људи, јер је претпостављала да су сви одговорни за убијање робова, добра особа?” Признајући да је серија можда била „помало зезнута у томе што је представила њене убилачке тренутке као херојске” и да је стога шокантна, он је рекао да је Денерис увек бирала екстремно насиље када је била веома узнемирена. Хиберд је сматрао да је серија доказала Денерисин карактер, „а при томе је ствар коју заправо покреће, дебата о њеном моралу, доводећи то питање у први план серије након што је пустила да седи мирно у позадини тако дуго”.
Роуз Мур из Screen Rant-а је изјавила да се „одлука да се Денерис претвори у злочинца” савршено уклапа „у серији, где Таргарјени имају тенденцију ка лудилу и да ствара прекрасну причу о злочинцу”. Она је закључила да би Денерис прешла из прогнане и притом не криве, у краљицу и спаситеља њеног народа до зликовца, „како њене велике идеје о слободи нису биле довољне да је постане херој” и да „како опсесија снагом и одлучност да је у праву у веровању да је трон њен, довољно је да је одведе од мајке у диктатора”. Мурова каже да постоји „дивна симетрија у којој је смрт њеног оца покренула догађаје у серији, само да би била завршена и њеном смрћу”. Прокоп је такође сматрао да серија не може да се заврши „тријумфалном Денерис Таргарјен која херојски узима престо”, јер „то не би била Игра престола”.
Обожаваоци су генерално ову промену у Денерисином лику приписали сценаристима који су одбацили њен развој лика, а многи су га критиковали као убиство лика. Елиз Воншел из HuffPost-а је рекла: „То је било узнемирујуће за јак и симпатични женски лик за кога многи веровали да ће постати херој серије”. Емили Вандерверф наводи изјаву сценаристе: „Жене које очекују да Денерис постане благонаклона феминисткиња која је и владар, да разбије точак и на крају циклус репресије, нису били глупи. Они су следили основну логику приче”. Она такође наводи да су се „многи људи дубоко повезали са Дени, видећи у њој аватар женске моћи коју нису видели другде у поп култури када је серија започета 2011. године”. HBO-ов маркетинг се у прошлости више него ослањао на то, играјући на аспекте приче која је учинила да се Дани осећа као „изабрана фигура”. Рекла је да ће се након њених злобних или осветољубивих акција, серија „вратити на идеју о њеним основним принципима, жељи да исправи неправде и разбије точак. Зашто људи не би дошли до тешке идентификације с тим ликом?”

### Признање и награде
Од самог почетка, Емилијин наступ је био хваљен од стране критичара. Добила је награду Еми за најбољу споредну глумицу у драми 2011. године, као и награду Stream Award за изведбу женске улоге. Такође је освојила Gracie Allen Award за изванредну женску улогу у драмској серији или специјалу 2012, и награду SFX за најбољу глумицу 2013. године.
Кларкова је добила номинације за награду Еми за изванредну споредну глумицу у драмској серији 2013, 2015. и 2016. године. Такође је номинована за награду по избору критичара за најбољу споредну глумицу у драмској серији за улогу у 2013. и 2016. године. Друге номинације укључују Golden Nymph Award за изванредну глумицу у драмској серији 2012. године, награду Сателит за најбољу споредну глумицу у серији, мини-серији или у телевизијском филму 2013. године, People's Choice Award за најбољу ТВ глумицу у 2014, 2016. и 2017, награду Сатурн за најбољу споредну глумицу на телевизији 2015,  за најбољу споредну глумицу у драми 2013. и 2014, и МТВ филмску награду за најбољу глумицу у серији 2017. године. IGN је такође номиновао Кларкову за најбољу ТВ глумицу 2011. године.